# Cnemaspis nigridia
Espèce
Synonymes
- Gonatodes nigridius Smith, 1925
- Cnemaspis nigridius (Smith, 1925)

Cnemaspis nigridia est une espèce de geckos de la famille des Gekkonidae.

## Répartition
Cette espèce se rencontre :
- en Malaisie au Pahang et au Sarawak ;
- en Indonésie aux îles Natuna et au Kalimantan ;
- à Singapour.

## Description
Cnemaspis nigridia mesure  jusqu'à 75,5 mm.

## Publication originale
- Smith, 1925 : Contributions to the Herpetology of Borneo. Sarawak Museum Journal, vol. 3, p. 15-34 (texte intégral).